# Anjolie Wisse
Anjolie Engels-Wisse ('s-Heer Hendrikskinderen, 17 september 1976) is een voormalige Nederlandse atlete op de middellange afstand. Zij behaalde gedurende haar atletiekcarrière diverse Nederlandse titels op de 800 m, 1500 m en de korte cross.

## Biografie

### Dertien jeugdtitels
Wisse gold in haar juniorentijd bij AV'56 als een groot talent. Niet minder dan dertienmaal werd zij nationaal jeugdkampioene, vooral op de 800 en 1500 m. Maar ook het veldloopwerk schuwde ze als juniore niet, getuige haar drie gouden plakken in deze atletiekdiscipline. Ziekte en tegenslag (Pfeiffer en blessures) stonden in 1995 en 1996 een probleemloze overgang van junior naar senior echter in de weg. Ze was intussen naar het centrum van het land verhuisd en trainde eerst bij Hellas Utrecht en later bij Haag Atletiek.

### Tijd met perspectief
In 1997 had zij die eindelijk overwonnen en was er weer sprake van een regelmatig seizoen. Haar voornaamste wapenfeit dat jaar was een 800 m in 2.03,97, een tijd met perspectief. Aan het eind van 1997 terugkijkend vond Anjolie Wisse de overgang van junior naar senior bijzonder groot. "Vroeger was ik gewend te winnen, nu ligt dat wel even anders. Maar ik ben blij dat er in Nederland bij de vrouwen hard wordt gelopen. Starten in dezelfde wedstrijd tegen bijvoorbeeld Stella Jongmans of Ellen van Langen zie ik als een grote uitdaging. Ik sta bij hen in de schaduw en dat bevalt me eigenlijk wel goed."

### Overstap naar 1500 m
Vanaf 2000 werd het Wisse gaandeweg echter steeds duidelijker, dat de 1500 m haar beter lag dan de 800 m. "Ik bleef toch hangen op die 2.02, 2.03. Ik mis gewoon een stukje snelheid en ben waarschijnlijk meer geschikt voor de 1500 meter", stelde zij in 2001. Ze hoopte de 1500 m ook vaker tactisch te kunnen lopen. "Ook daarom vond ik die 800 meter niet meer zo leuk. Het is altijd 60 of 59 doorkomen en dan kijken waar het schip strandt. Ik houd er wel van om een plekje te moeten zoeken in een veld en je hoofd te moeten gebruiken tijdens een wedstrijd." Het resulteerde in de periode 2000-2003 in vijf nationale titels op dit nummer.
Bovendien nam zij in 2002 als 1500 meterloopster deel aan de EK in München, waar ze echter met 4.17,89 werd uitgeschakeld in de series. Twee maanden eerder was zij in Kassel tot haar beste tijd op deze afstand gekomen: 4.09,03. Ze is er anno 2010 (peildatum november 2010) nog altijd de achtste 1500 meterloopster mee op de nationale Top Tien Aller Tijden.

### Terug naar Zeeland
Nadat ze gedurende zeven jaar een relatie had gehad met Simon Vroemen, begon ze in 2002 een relatie met Anton Engels. Deze stap is van grote invloed geweest op het vervolg van de atletiekloopbaan van Anjolie Wisse. Want hoewel zij aanvankelijk nog doelen had als deelname aan de wereldkampioenschappen in 2003 en de Olympische Spelen in 2004, zijn haar twee nationale titels in 2003 (korte cross en 1500 m) de laatste memorabele wapenfeiten uit haar atletiekcarrière. Haar terugkeer naar Zeeland en het opbouwen van een nieuw bestaan met haar nieuwe partner met wie ze tegenwoordig getrouwd is, drongen atletiekprestaties op topniveau gaandeweg steeds meer naar de achtergrond.
In 2013 wint ze desondanks de Marathon Zeeland en wint ze brons op het Nederlands kampioenschap halve marathon tijdens de Venloop in de categorie 35 jaar. In 2015 werd ze voorzitter van Vereniging Zeeland Atletiek.
Anjolie Engels-Wisse is nu als leraar werkzaam in het basisonderwijs.

## Nederlandse kampioenschappen
Outdoor
| Onderdeel                 | Jaar             |
| ------------------------- | ---------------- |
| 800 m                     | 2000             |
| 1500 m                    | 2001, 2002, 2003 |
| veldlopen (korte afstand) | 1999, 2003       |

Indoor
| Onderdeel | Jaar       |
| --------- | ---------- |
| 1500 m    | 2000, 2001 |

## Persoonlijke records
Outdoor
| Onderdeel   | Prestatie | Plaats    | Datum             |
| ----------- | --------- | --------- | ----------------- |
| 400 m       | 55,42     | Kerkrade  | 3 juni 2000       |
| 800 m       | 2.02,58   | Papendal  | 26 juni 2002      |
| 1000 m      | 2.44,07   | Brussel   | 22 augustus 1997  |
| 1500 m      | 4.09,03   | Kassel    | 14 juni 2002      |
| 1 Eng. mijl | 4.44,42   | Hilversum | 12 september 1999 |

Indoor
| Onderdeel | Prestatie | Plaats   | Datum            |
| --------- | --------- | -------- | ---------------- |
| 400 m     | 57,63     | Den Haag | 31 januari 1999  |
| 800 m     | 2.05,97   | Gent     | 14 februari 1999 |
| 1500 m    | 4.22,31   | Den Haag | 20 februari 1999 |

## Palmares

### 800 m
- 1996:  NK indoor - 2.09,72
- 1998:  NK - 2.07,47
- 1999:  NK indoor - 2.06,22
- 1999:  NK - 2.05,13
- 2000:  NK - 2.11,15
- 2001:  NK - 2.07,74
- 2002:  NK - 2.05,61

### 1500 m
- 1999:  NK indoor - 4.22,31
- 2000:  NK indoor - 4.26,16
- 2001:  NK indoor - 4.29,44
- 2001:  NK - 4.27,41
- 2002:  NK indoor - 4.27,03
- 2002:  NK - 4.26,23
- 2003:  NK - 4.19,14

### 10 km
- 2011: 15e Parelloop - 37.03
- 2012: 6e NK in Utrecht - 36.02
- 2012: 4e Sint Bavoloop in Rijsbergen - 35.42

### 15 km
- 2010: 19e Zevenheuvelenloop - 56.56
- 2011: 15e Zevenheuvelenloop - 54.58

### 10 Eng. mijl
- 2012:  Antwerp 10 Miles - 57.56
- 2013:  DVV Antwerp - 57.51

### halve marathon
- 2009: 4e halve marathon van Dalfsen - 1:25.24
- 2011: 12e City-Pier-City Loop - 1:20.35
- 2012:  halve marathon van Sluis - 1:21.10
- 2013: 13e City-Pier-City Loop - 1:19.12
- 2013: V35 NK in Venlo - 1:19.07 (11e overall NK)

### marathon
- 2010:  marathon Zeeland - 3:22.13
- 2011:  marathon Zeeland - 3:20.55
- 2012:  marathon Zeeland - 3:03.16
- 2013:  marathon Zeeland - 3:11.34

### veldlopen
- 1999:  NK veldlopen in Heerde (4022 m) - 15.38
- 2001:  Abdijcross Kerkrade (4850 m) - 19.46
- 2001: 5e NK veldlopen in Kerkrade (4678 m) - 19.21
- 2002:  NK veldlopen in Amersfoort (3500 m) - 14.40
- 2003:  Profile Cross Uden - 12.41
- 2003:  NK veldlopen in Harderwijk (4000 m) - 13.33
- 2004:  Profile Cross Uden - 12.55
- 2004:  NK veldlopen in Holten (3000 m) - 10.37